# Жендаев, Руслан Азадович
Руслан Азадович Жендаев (1 июня 1997) — российский борец вольного стиля. Мастер спорта России. Призёр чемпионата России.

## Спортивная карьера
С 2013 года тренируется в Академии борьбы имени Миндиашвили в Красноярске. Занимается под руководством Олега Сухих, Г. Березуцкого и Надирбега Хизриева. В середине сентября 2016 года в Воронеже стал бронзовым призёром Первенства России среди юниоров. В начале марта 2017 года на международном турнире среди юниоров памяти Романа Дмитриева в Якутске в полуфинала поборол Абасгаджи Магомедова из Дагестана, а в финале справился с Сайыном Казырыком из Тывы, став победителем. В середине января 2019 года в Красноярске принимал участие на Открытом Всероссийском турнире на призы Академии Дмитрия Миндиашвили, где в 1/4 финала на туше уступил Алексею Боровицкому из Бурятии. В начале мая 2019 года завоевал бронзовую медаль на Всероссийских студенческих соревнованиях, которые прошли в подмосковном городе Раменское. 28 сентября 2019 года во Владикавказе на победил на открытом всероссийском турнире памяти Юрия Гусова среди борцов до 23 лет, в финале он одолел Иналбека Шериева из Москвы. 28 октября 2019 года в Будапеште в чемпионате мира среди спортсменов до 23 лет проиграл Эрназару Акматалиеву из Кыргызстана, и остался без медали. 20 сентября 2020 года в Красноярске, уступив в финале Мураду Нухкадиеву, стал серебряным призёром чемпионата СФО. 17 октября 2020 года на чемпионате России в Наро-Фоминске завоевал бронзовую медаль, его соперник Мурад Нухкадиев не вышел на схватку из-за травмы. В середине декабря 2020 года в Нижнем Новгороде, поборов в финале Тюлюша Хурела из Тывы, победил на всероссийских студенческих соревнованиях. 12 марта 2021 года неудачно выступил на чемпионате России в Улан-Удэ, где в 1/8 финала уступил Абдулле Ахмедову из Санкт-Петербурга. 12 сентября 2021 года дошёл до финала Международного турнира на призы Александра Медведя в Минске, в котором проиграл Зурабу Якобишвили из Грузии, став серебряным призёром. 28 января 2022 года на Международном турнире «Иван Ярыгин» в Красноярске, одолев в схватке за 3 место Алана Кудзоева из Северной Осетии, завоевал бронзу. 20 мая 2022 года в Москве дошёл до финала Мемориал Ивана Поддубного, однако, на схватку против Виктора Рассадина из Якутии не вышел из-за травмы, став вторым. 25 июня 2022 года на чемпионате России в Кызыле в схватке за бронзовую медаль проиграл Виктору Рассадину, заняв итоговое 5 место. 25 августа 2022 года на Всероссийской спартакиаде в Казани в полуфинале уступил Курбану Шираеву из Дагестана, в схватке за бронзу уступил Иналбеку Шериеву. В середине октября 2022 года в Якутске стал бронзовым призёром Всероссийского турнира памяти Александра Крылова. 12 ноября 2022 года на Международном турнире на призы Владимира Семёнова в Нефтеюганске в схватке за бронзовую медаль проиграл Магомед-Эми Эльтемирову. В декабре 2022 года в составе сборной Красноярского края принимал участие в Кубке России в Майкопе. 24 ноября 2023 года в Раменском в составе сборной Красноярского края стал обладателем серебряной медали, золото завоевала сборная Дагестана.

## Спортивные результаты
- Первенство России по борьбе среди юниоров 2016 — ;
- Чемпионат России по вольной борьбе 2020 — ;